# Sloanea sterculiacea
Sloanea sterculiacea là một loài thực vật có hoa trong họ Côm. Loài này được (Benth.) Rehder & E.H. Wilson miêu tả khoa học đầu tiên năm 1915.